# Geologia złóż
Geologia złóż – dział geologii zajmujący się wyszukiwaniem, badaniem i udostępnianiem złóż surowców mineralnych, których eksploatacja ma sens ekonomiczny. Jako samodzielna nauka powstała z końcem XIX wieku w wyniku badań A. Groddecka i A. W. Stelznera. Geologia złóż klasyfikuje złoża pod względem rozpoznania i użyteczności a także ze względu na miejsce powstania złoża.